# Spoiler (veicoli)

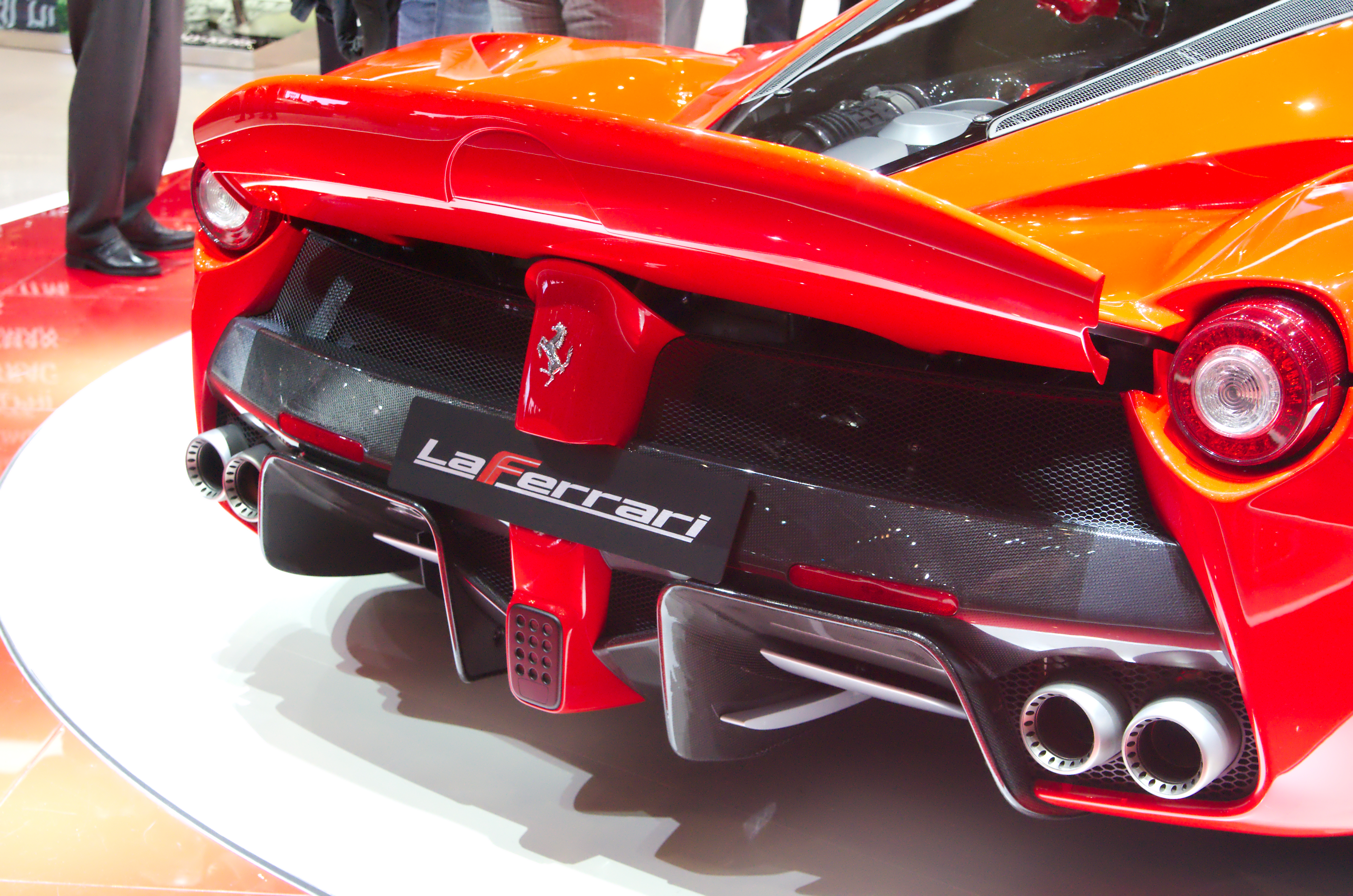
Lo spoiler mobile de LaFerrari

Lo spoiler è, in ambito automobilistico, un elemento aerodinamico, fisso o mobile, utilizzato per ottenere maggiore aderenza al suolo.
Ciò che distingue lo spoiler e l'alettone non è la funzione, ma la loro specificità: lo spoiler è un'estensione della carrozzeria, l'alettone è un elemento distaccato dalla carrozzeria e collegato tramite supporti. Questo permette all'alettone di funzionare proprio come le ali degli aeroplani (ma con funzione opposta).

## Storia
Questo elemento aerodinamico apparve per la prima volta nei veicoli da corsa a Marzo 1961 durante una sessione di prove svoltasi a Monza, sulla coda della Ferrari 246SP del 1961, una vettura scoperta e biposto progettata da Carlo Chiti, tramite il suggerimento del pilota/collaudatore Richie Ginther, che aveva maturato esperienze in campo aeronautico.

Anticipando l'adozione degli alettoni di 5 anni, i quali apparvero per la prima volta sulla Chaparral 2E del 1966.

## Descrizione
Queste bandelle che raggiungono anche i 100 mm di altezza, possono essere degli elementi tecnici non estetici (in particolar modo all'anteriore) più o meno nascosti alla vista, ma possono anche essere integrati nella carrozzeria, come una semplice sagomatura della stessa, con un effetto deportante piuttosto limitato o in alternativa essere un elemento a sé stante ed essere agganciato al veicolo, con un'estensione più o meno importanti, soprattutto su automobili particolarmente potenti.

### Posizione
Lo spoiler può essere posto in vari parti dell'auto:
- "Anteriore", si tratta di una bandella verticale o leggermente inclinata, posta nella parte inferiore della calandra o poco dietro.

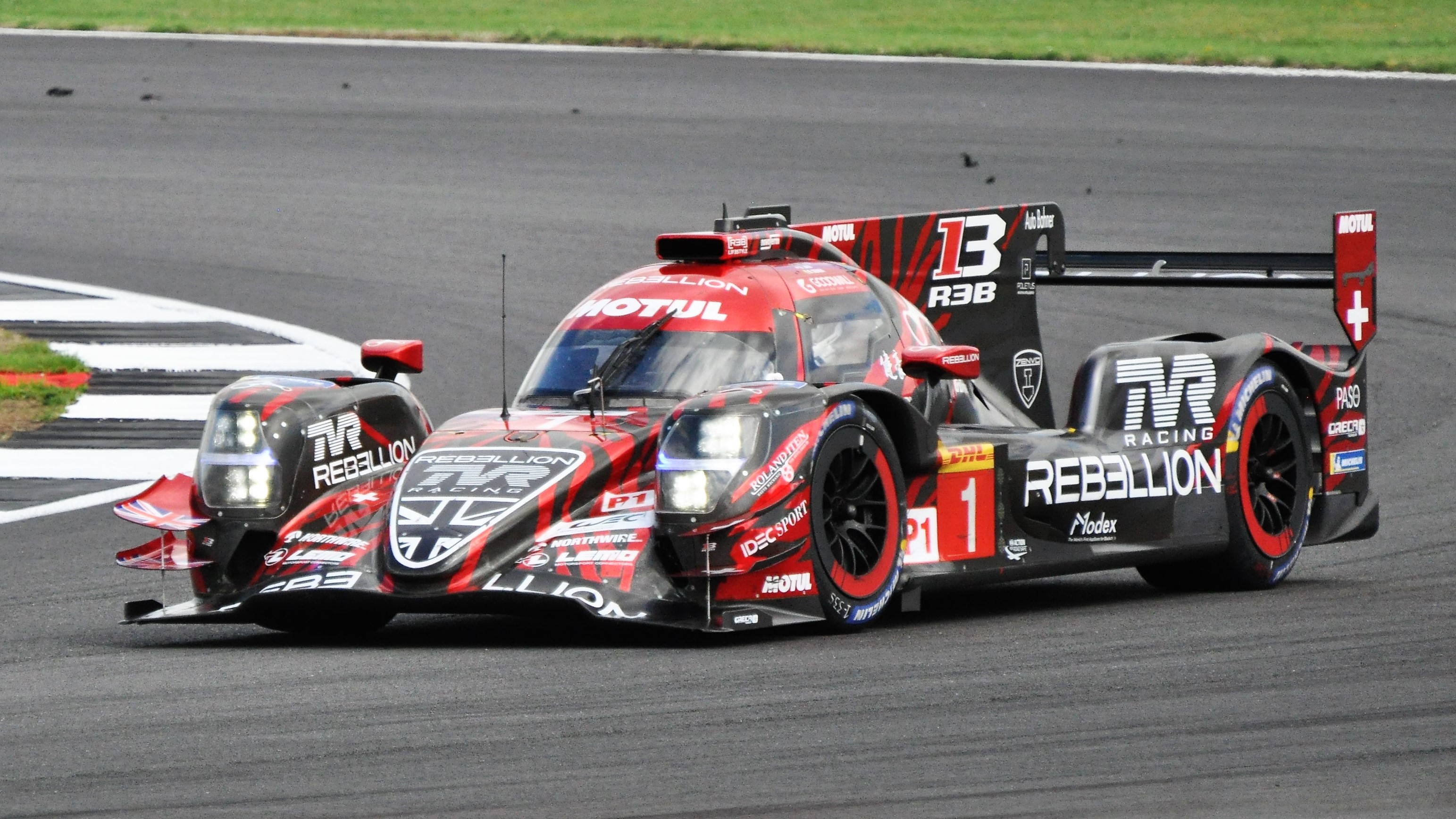
Vettura LMP1 munita di spoiler laterali all'anteriore

- "Laterali", da non confondere con le minigonne, si trattano di piccole appendici triangolari, generalmente più di una e poste le une sopra le altre e poste ai lati anteriori e posteriori.
- "Posteriore", la forma più conosciuta e apprezzata è la versione "a coda d'anatra" (in inglese "Ducktail").

L'applicazione degli spoiler è spesso anche elemento di design e può venire applicato sia in sede di fabbricazione che in seguito a rielaborazioni come nel tuning in seguito all'acquisto del veicolo.
Sulle autovetture di serie lo studio dei profili e le soluzioni adottate non raggiungono solitamente il livello di sofisticazione necessaria per le competizioni automobilistiche dove tutte le appendici aerodinamiche sono strettamente correlate tra loro.

### Funzionamento
Gli spoiler funzionano quasi analogo agli alettoni, essi lavorano per modificare le pressioni intorno al veicolo, in alcuni casi deviano o guidano il flusso d'aria, aumentandone di conseguenza l'aderenza dello pneumatico col suolo (aumento della forza di attrito). In particolar modo gli spoiler anteriori servono principalmente per generare una depressione nella porzione anteriore del fondo. Gli spoiler posteriori a secondo della loro forma possono deviare in modo più o meno importante, permettendo una riduzione della resistenza aerodinamica anticipando il distacco della vena fluida dal codone del veicolo e generalmente con spoiler poco inclinati rispetto all'orizzonte (in linea di massima 20°, come la Porsche 930 e Porsche 992 Sport Classic), mentre per le versioni poste in coda al tettuccio abitacolo hanno un'inclinazione neutra rispetto all'orizzonte (circa 0°, come la Ford Fiesta VII), oppure di dare un maggiore carico tramite inclinazioni superiori.
In linea di massima maggiore è l'estensione e inclinazione e maggiore sarà la deportanza ma anche la resistenza, mentre l'efficienza aumenta solo con l'inclinazione della paratia, in linea di massima un buon compromesso generale è un'inclinazione di 60° rispetto al piano orizzontale ed una moderata lunghezza (come la Porsche 911 Carrera RS e TVR Sagaris). Le versioni laterali servono principalmente per guidare il flusso per migliorare la funzionalità degli altri elementi e generalmente sono presenti solo in ambito sportivo.
Con l'avanzamento della tecnica automobilistica si è sempre maggiormente applicato anche un automatismo che consente all'appendice di fuoriuscire da un suo alloggiamento o aumentare la sua estensione o inclinazione, solo al raggiungimento di una determina velocità, andando in alcuni casi a diventare un vero e proprio alettone.
La prima vettura di serie al mondo ad adoperare una soluzione mobile fu la Alfa Romeo 90 con uno spoiler anteriore ad azionamento automatico al di sopra dei 80 km/h tramite la semplice pressione dell'aria.

### Accorgimenti

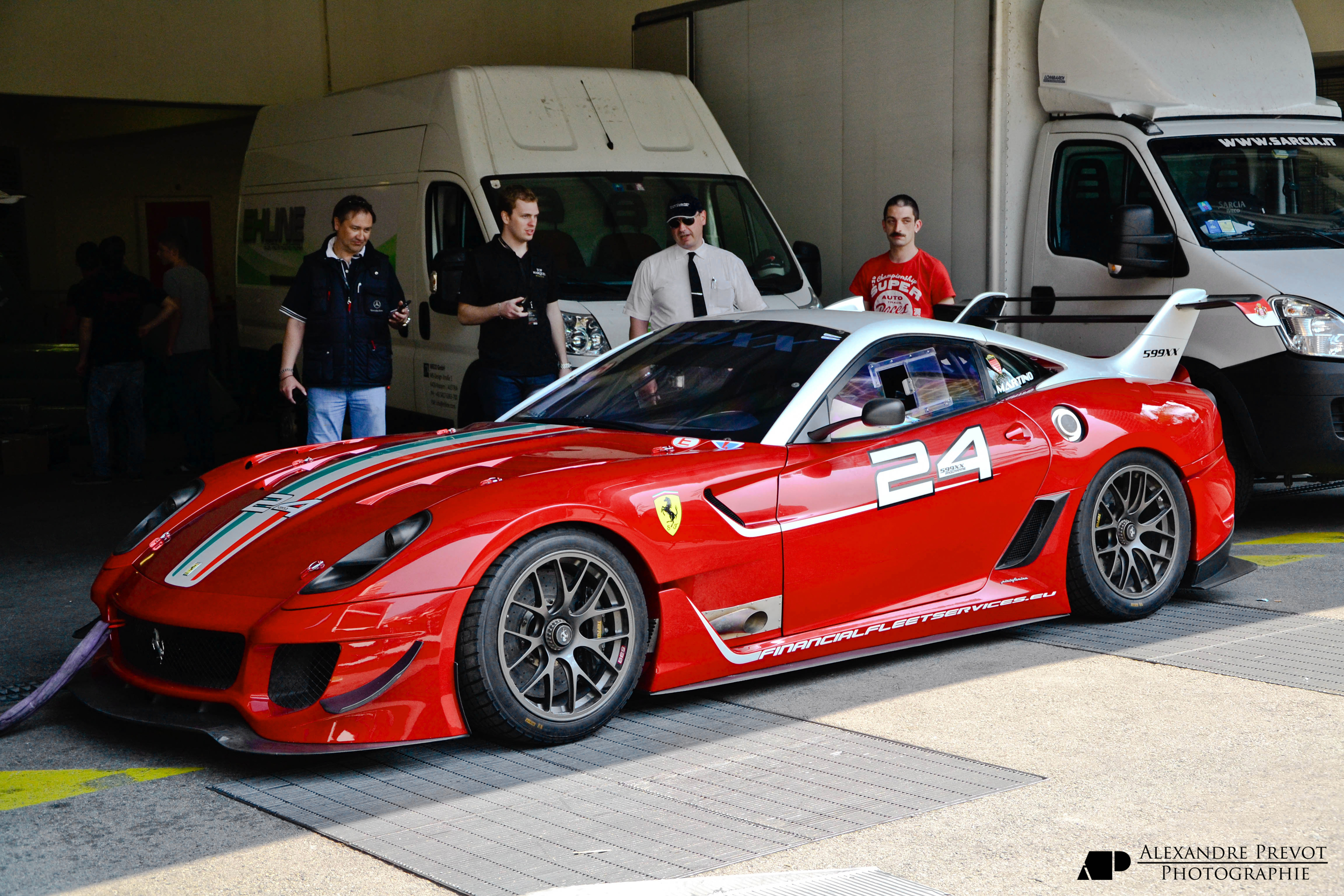
Si può notare lo Splitter in carbonio

Lo spoiler anteriore può essere coadiuvato nella sua funzione tramite l'uso di uno "splitter", altro non è che un'estensione orizzontale e in avanti (tipicamente di circa 150 mm) del labbro inferiore dello spoiler, che permette di ricavare una zona ad alta pressione sopra di esso, mantenendo una zona a bassa pressione nella sua zona inferiore.